# Der Tagesspiegel

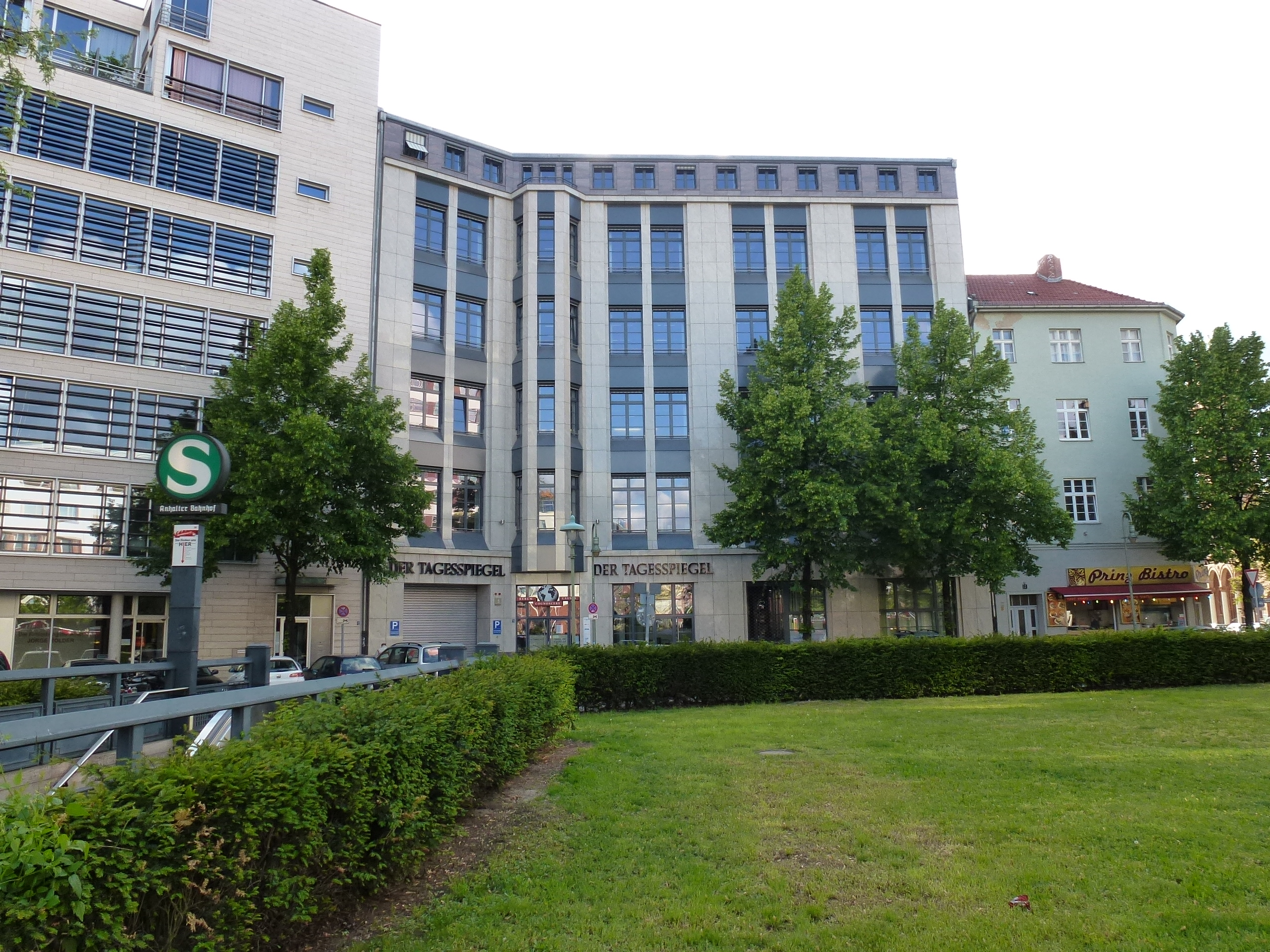
Der Tagesspiegels redaktionshus vid Askanischer Platz i centrala Berlin.

Der Tagesspiegel (tyska för Dagsspegeln) är en oberoende liberal tysk dagstidning som ges ut i Berlin.  
Der Tagesspiegel grundades 1945 i Västberlin som abonnemangsdagstidning och ges ut sju dagar i veckan.  Den har en såld upplaga på 113 165 exemplar och är därmed den tredje största abonnemangsdagstidningen i Berlin, efter Berliner Zeitung och Berliner Morgenpost.
Sin huvudsakliga läsekrets har Der Tagesspiegel i Berlins storstadsområde och Brandenburg, framförallt i det tidigare Västberlin.  Den betecknar sig som "Tidning för Berlin och Tyskland", med en uttalad strategi om att sträva efter överregional betydelse, och har en större andel läsare från övriga Tyskland (7 procent) än andra Berlintidningar.
Tidningen trycks i Broadsheetformat, med sex spalter, och har på vardagarna en klassisk indelning i en nyhetsdel, en lokal Berlindel, en ekonomi- och sportdel och en kulturdel.
Tidningens huvudägare är sedan 2009 DvH Medien (Dieter von Holtzbrinck Medien GmbH). Redaktionen ligger sedan oktober 2009 vid Anhalter Bahnhof i stadsdelen Kreuzberg i Berlin.